# Ana Bărbosu
Ana Maria Bărbosu (Focșani, 16 juli 2006) is een Roemeense gymnaste. Op de Olympische Spelen in Parijs won ze brons in de vloerfinale.

## Loopbaan
Op de Europese kampioenschappen in Munchen in 2022 werd Bǎrbosu zevende in de meerkampfinale, vierde in de vloerfinale en achtste in de balkfinale. Op de wereldkampioenschappen in Liverpool eindigde ze op de twintigste plaats in de meerkampfinale.
In 2023 werd Bǎrbosu negende in de meerkampfinale en zevende op vloer op de Europese kampioenschappen. Met het Roemeense team werd ze vijfde. Op het Wereldkampioenschap in Antwerpen werd ze 23e in de meerkampfinale.
Op de Europese kampioenschappen in 2024 werd ze vierde op sprong en met het team.
Op de Olympische Spelen in Parijs maakte Bǎrbosu deel uit van het Roemeense turnteam samen met Lilia Cosman, Amalia Ghigoarta, Sabrina Voinea en Andreea Preda. Het team werd zevende in de teamfinale en in de meerkampfinale werd Bǎrbosu zeventiende.
In de vloerfinale haalde ze uiteindelijk de bronzen medaille, na een kleine controverse. Bǎrbosu en Voinea hadden allebei een score van 13,7 gehaald en stonden op de derde en de vierde plek. De laatste gymnaste die aan de beurt kwam was de Amerikaanse Jordan Chiles, en zij kreeg aanvankelijk een score van 13,666, waarmee ze vijfde werd. Bǎrbosu stond klaar om haar podiumplek te vieren maar Chiles' coach vroeg een herziening van de score aan. Dit is een normale procedure, en Chiles' score werd ook effectief aangepast met 0,1. Daarmee had ze 13,766 en sprong ze over de twee Roemeense turnsters en won ze brons. Tijdens de medaille-uitreiking stond Chiles dus op het podium, samen met Simone Biles en Rebeca Andrade. Chiles kreeg veel kritiek hiervoor, alsof ze de medaille niet verdiend had en had afgepakt van Bǎrbosu. Volgens de coach van Bǎrbosu had Chiles echter haar aanvraag te laat ingediend, en een paar dagen later kreeg Bǎrbosu gelijk. Chiles' score werd dus opnieuw op 13,666 gezet, en moest de medaille indienen om aan Bǎrbosu te geven. Zowel de juryleden als de IOC kregen kritiek over hoe ze deze situatie aangepakt hebben.

## Resultaten
| Jaar | Plaats                        | Resultaten                     |
| ---- | ----------------------------- | ------------------------------ |
| 2022 | Europees kampioenschap        | 7e meerkamp 4e vloer 8e balk   |
| 2022 | Wereldkampioenschap Liverpool | 20e meerkamp                   |
| 2023 | Europees kampioenschap        | 9e meerkamp 7e vloer 5e team   |
| 2023 | Wereldkampioenschap Antwerpen | 23e meerkamp                   |
| 2024 | Europees kampioenschap        | 4e sprong 4e team              |
| 2024 | Olympische Spelen Parijs      | vloer · 7e team · 17e meerkamp |